# Cobaea gracilis
Cobaea gracilis là một loài thực vật có hoa trong họ Polemoniaceae. Loài này được (Oerst.) Hemsl. mô tả khoa học đầu tiên năm 1880.